# Liste der Bildstöcke und Wegkreuze im Landkreis Mittelsachsen
Die Bildstöcke und Wegkreuze im Landkreis Mittelsachsen stammen meist aus vorreformatorischer Zeit. In der katholisch-sorbischen Region der Oberlausitz sind viele religiöse Kleindenkmale (meist aus dem 17. bis 20. Jahrhundert) erhalten geblieben, während in den übrigen Teilen Sachsens nur noch wenige Objekte existieren. 
Aufgezählt werden auch Heiligenfiguren, sofern sie den Charakter von Bildstöcken haben, d. h. auf eigenen Sockeln im Gelände und nicht in Fassadennischen an Gebäuden aufgestellt sind.

## Erläuterungen zur Liste
Die Liste ist teilweise sortierbar.
- Ort: Ortsteil (Gemeinde)
- Lage: Adresse bzw. Koordinaten
- Art und Alter: BS, WK oder BT, Jahr der Errichtung

BS = Bildstock, Betsäule oder Martersäule
WK = Wegkreuz, Feldkreuz oder Flurkreuz
BT = Bildtafel (in einer Wand eingemauert)
- Bemerkungen: Angaben zum Kulturdenkmal

## Liste der Bildstöcke und Wegkreuze
| Bild | Ort                                          | Lage                         | Art und Alter | Bemerkungen                       |
| ---- | -------------------------------------------- | ---------------------------- | ------------- | --------------------------------- |
|      | Freiberg                                     | Bebelplatz / Chemnitzer Str. | BS            | Rest eines Bildstocks             |
|      | Tuttendorf (Halsbrücke), Kreis Mittelsachsen |                              | BS            | neben der Kirche auf dem Friedhof |